# Septum intermusculaire transverse de la jambe
Le septum intermusculaire transverse de la jambe est est une cloison aponévrotique du membre inférieur située dans la jambe. Il sépare la loge crurale postérieure profonde de la loge crurale postérieure superficielle.

## Description
Le septum intermusculaire transverse de la jambe forme une cloison qui s'étend de la face profonde latérale du fascia crural et du bord postérieur du tibia jusqu'à la fibula.
Dans sa partie supérieure où il recouvre le muscle poplité, il est épais et reçoit une expansion du muscle semi-membraneux.
Au milieu de la jambe, il est plus fin et est plus épais dans sa partie inférieure là où il recouvre les tendons passant derrière les malléoles latérale et médiale. Il est en continuité avec le rétinaculum des muscles fléchisseurs du pied.